# Joaquín de Cosío

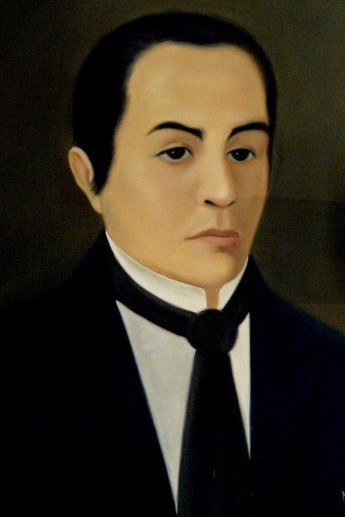

Joaquín de Cosío (* 2. September 1789 in El Viejo; † unbekannt) war vom Juli 1839 bis zum Oktober 1839 Director Supremo (Staatschef) von Nicaragua.
Er war Mitglied der Partido Legitimista.
Als Vorsitzender des Parlamentes erklärte er am 7. April 1838 León zum Tagungsort des Parlamentes ab dem 24. April 1838.
Im Dekret vom 27. August 1839 gab er bekannt, dass die Entscheidung über den Tagungsort des Parlamentes in Übereinstimmung mit der Inneren Sicherheit und Ruhe des Staates in die Kompetenz des Director Supremos fällt.
Am 2. September 1939 wertete er El Viejo, Villa Real de San Fernando de Masaya, Santa Ana de Chinandega von der Villa zur Stadt auf.